# Grammia liturata
Grammia liturata là một loài bướm đêm thuộc phân họ Arctiinae, họ Erebidae.